# Ієн Голм
Сер Іє́н Голм Ка́тберт (англ. Ian Holm Cuthbert; 12 вересня 1931, Лондон, Велика Британія — 19 червня 2020, там само) — британський театральний та кіноактор. Командор Ордена Британської імперії; володар премії BAFTA і театральної нагороди «Тоні». Відомий за своїми театральними роботами та багатьма ролями в кіно, у тому числі хоббіта Більбо у трилогіях «Володар перснів» та «Хоббіт», тренера Сема Муссабіні у «Вогняних колісницях», панотця Віто Корнеліуса у «П'ятому елементі» і андроїда Еша в «Чужому».

## Біографія
Ієн Голм народився 12 вересня 1931 року в місті Гудмейс, графство Ессекс у Великій Британії, в шотландській сім'ї Джин Вілсон Голм і Джеймса Гарві Катберта. Його мати була медсестрою, а батько — психіатром, який працював керівником в психіатричній лікарні West Ham Corporation Mental Hospital і був одним з піонерів лікування хворих електричним шоком. У Ієна був старший брат Ерік, який помер у 1943 році. Голм отримав освіту в незалежній школі Чігвелл в Ессексі. Після виходу на пенсію його батьки переїхали в Вортінг, де Ієн вступив в любительське театральне товариство.
Під час одного з візитів до стоматолога Ієн Голм познайоився з актором Генрі Бейнтоном, який згодом допоміг молодому таланту поступити до Королівської академії драматичного мистецтва, де він почав навчання у 1949 році. Але після закінчення року Голму довелося відкласти на деякий час навчання і піти на службу до армії, де йому було присвоєно звання єфрейтора.
Актор відійшов з життя в одному з лондонських шпиталів в оточенні сім'ї, повідомив The Guardian його агент.

## Кар'єра
У середині 1950-х Ієн Голм почав грати на сценах британських театрів. Декілька років він був зіркою Королівського шекспірівського товариства (англ. Royal Shakespeare Company), перш ніж його помітили на телебаченні і в кіно. У 1965 році актор зіграв Річарда III в серіалі виробництва BBC про Війну Червоної та Білої троянд, і поступово зробив собі ім'я з невеликими ролями в таких фільмах як «О, яка дивовижна війна» (1969), «Микола і Олександра» (1971), «Марія, королева Шотландії» (1971) і «Молодий Вінстон» (1972). У 1977 році Голм з'явився в телевізійному міні-серіалі «Ісус з Назарета» у ролі саддукея Зари, і наступного року зіграв письменника і драматурга Джеймса Баррі в телесеріалі BBC «Втрачені хлопчики» (англ. Lost Boys), в якому його син Барнабі зіграв молодого Джорджа Ллевеліна Девіса.
У кіно Ієн Голм дебютував у 1958 році роллю у стрічці «Дівчата біля моря». Перша роль в кіно Ієна Голма, яка принесла йому популярність, була роль андроїда-зрадника Еша у фільмі Рідлі Скотта «Чужий» (1979). Його образ Сема Муссабіні у «Вогняних колісницях» (1981), принесла йому спеціальну премію на Каннському кінофестивалі і номінацію на кінопремію «Оскар» за найкращу чоловічу роль. Повернувшись до Англії, актор отримав премію BAFTA за найкращу чоловічу роль, за ті ж «Колісниці».
Голм знову повернувся у велике кіно в 1997 році після двох відомих ролей, священика Віто Корнеліуса у «П'ятому елементі» і адвоката в «Славному майбутньому».
У 1998 році королева Єлизавета II посвятила Ієна Голма в лицарі і дала йому дворянське звання за внесок у розвиток драми. У 2001 році він знявся у фільмі «Із пекла» в ролі лікаря сера Вільяма Вайті Галла. У тому ж році він знявся в ролі Більбо у блокбастері «Володар перснів: Хранителі Персня» за Д. Р. Р. Толкіном, причому раніше він грав племінника Більбо — Фродо Торбина в радіоадаптації BBC «Володаря перснів» у 1981 році. Він також з'явився в третій частині «Володаря перснів» «Володар перснів: Повернення короля» (2003). У 2012 році знову повернувся до цього образу в «Хоббітові».

## Особисте життя
Голм був одружений чотири рази. Його перші три шлюби закінчилися розлученням. У 1991 році він одружився утретє, на популярній актрисі Пенелопі Вілтон. Вони розвелися у 2001 році. Нині Голм одружений з художницею Софі де Стемпель, протеже і моделі Люсьєна Фрейда.
У Голма п'ятеро дітей, три доньки (Джессіка, Сара-Джейн і Мелісса) і двоє синів (Барнабі і Генрі), від трьох жінок, у тому числі від перших двох з його чотирьох дружин.

## Фільмографія
| Рік  |    | Українська назва                                | Оригінальна назва                                 | Роль                       |
| ---- | -- | ----------------------------------------------- | ------------------------------------------------- | -------------------------- |
| 1968 | ф  | Гармата Бофорс                                  | The Bofors Gun                                    | Флінн                      |
| 1968 | ф  | Посередник                                      | The Fixer                                         | Грубешов                   |
| 1968 | ф  | Сон літньої ночі                                | A Midsummer Night's Dream                         | Пак                        |
| 1969 | ф  | О, що за дивовижна війна                        | Oh! What a Lovely War                             | президент Пойнкер          |
| 1971 | ф  | Микола і Олександра                             | Nicholas and Alexandra                            | комиссар Яковлєв           |
| 1971 | ф  | Марія — королева Шотландії                      | Mary, Queen of Scots                              | Давид Річчо                |
| 1972 | ф  | Молодий Вінстон                                 | Young Winston                                     | Джордж Бакл                |
| 1973 | ф  | Повернення додому                               | The Homecoming                                    | Ленні                      |
| 1974 | с  | Наполеон і кохання                              | Napoleon and Love                                 | Наполеон I                 |
| 1974 | ф  | Джаггернаут                                     | Juggernaut                                        | Ніколас Портер             |
| 1976 | ф  | Робін та Меріен                                 | Robin and Marian                                  | король Іоанн               |
| 1976 | ф  | Закричи на диявола                              | Shout at the Devil                                | Мохаммед                   |
| 1977 | ф  | Людина в залізній масці                         | The Man in the Iron Mask                          | Дюваль                     |
| 1977 | ф  | Іди вперед або помри                            | March or Die                                      | Ел Крім                    |
| 1977 | ф  | Ісус із Назарета                                | Jesus of Nazareth                                 | Зера                       |
| 1978 | ф  | Знедолені                                       | Les Misérables                                    | Тенардьє                   |
| 1978 | тф | Втрачені хлопчики                               | Lost Boys                                         | Джеймс Баррі               |
| 1979 | ф  | На західному фронті без змін                    | All Quiet on the Western Front                    | Гіммельштос                |
| 1979 | ф  | Чужий                                           | Alien                                             | андроїд Еш                 |
| 1979 | ф  | Врятуйте «Титанік»                              | S.O.S. Titanic                                    | Брюс Ісмей                 |
| 1981 | ф  | Вогняні колісниці                               | Chariots of Fire                                  | Сем Муссабіні              |
| 1981 | ф  | Бандити часу                                    | Time Bandits                                      | Наполеон I                 |
| 1982 | ф  | Повернення солдата                              | The Return of the Soldier                         | доктор Андерсон            |
| 1982 | ф  | Зворотний Третього Рейху                        | Inside the Third Reich                            | Йозеф Геббельс             |
| 1984 | ф  | Грейстоук: Легенда про Тарзана, повелителя мавп | Greystoke: The Legend of Tarzan, Lord of the Apes | Філіп Д'Арно               |
| 1985 | ф  | Казкова дитина                                  | Dreamchild                                        | Льюїс Керрол               |
| 1985 | ф  | Уетербі                                         | Wetherby                                          | Стенлі Пілборо             |
| 1985 | ф  | Бразилія                                        | Brazil                                            | містер Куртцман            |
| 1985 | ф  | Танок з незнайомцем                             | Dance with a Stranger                             | Десмонд Куссен             |
| 1985 | тф | Вбивство книгою                                 | Murder by the Book                                | Еркюль Пуаро               |
| 1988 | ф  | Інша жінка                                      | Another Woman                                     | Кен                        |
| 1988 | с  | Гейм, сет і матч                                | Game, Set, and Match                              | Бернард Семсон             |
| 1989 | ф  | Генріх V                                        | Henry V                                           | Флюеллен                   |
| 1989 | ф  | Кравець з Глостера                              | Портной из Глостера                               | Кравець                    |
| 1990 | ф  | Гамлет                                          | Hamlet                                            | Полоній                    |
| 1991 | ф  | Обід голяка                                     | Naked Lunch                                       | Том Фрост                  |
| 1991 | ф  | Кафка                                           | Kafka                                             | доктор Мурнау              |
| 1992 | ф  | Блакитний лід                                   | Blue Ice                                          | сер Гектор                 |
| 1993 | ф  | Година свині                                    | The Hour of the Pig                               | Альбертус                  |
| 1994 | ф  | Франкенштейн Мері Шеллі                         | Mary Shelley’s Frankenstein                       | барон Франкенштейн         |
| 1994 | ф  | Безумство короля Георга                         | The Madness of King George                        | доктор Вілліс              |
| 1996 | ф  | Велика ніч                                      | Big Night                                         | Паскаль                    |
| 1996 | ф  | Лох-Несс                                        | Loch Ness                                         | охоронець                  |
| 1996 | ф  | Ніч над Мангеттеном                             | Night Falls on Manhattan                          | Ліам Кейсі                 |
| 1997 | ф  | П'ятий елемент                                  | The Fifth Element                                 | Віто Корнеліус             |
| 1997 | ф  | Славне майбутнє                                 | The Sweet Hereafter                               | Мітчелл Стівенс            |
| 1997 | ф  | Життя гірше за звичайне                         | A Life Less Ordinaryr                             | Невілл                     |
| 1999 | ф  | Скотний двір                                    | Animal Farm                                       | Візгун                     |
| 1999 | ф  | Екзистенція                                     | eXistenZ                                          | Кірі Вінокур               |
| 1999 | ф  | Матч                                            | The Match                                         | Біг Тем                    |
| 1999 | ф  | Викрадення чемпіона                             | Shergar                                           | Джозеф Магуаєр             |
| 1999 | ф  | Саймон Магус                                    | Simon Magus                                       | Сіріус/Борис/Диявол        |
| 2000 | ф  | Секрет Джо Гулда                                | Joe Gould's Secret                                | Джо Гулд                   |
| 2000 | ф  | Естер Кан                                       | Esther Kahn                                       | Натан Келлен               |
| 2000 | ф  | Красень Джо                                     | Beautiful Joe                                     | Джордж                     |
| 2000 | ф  | Спаси і сохрани                                 | Bless the Child                                   | преподобний Гріссом        |
| 2001 | ф  | Із пекла                                        | From Hell                                         | сер Вільям Галл            |
| 2001 | ф  | Нове вбрання короля                             | The Emperor’s New Clothes                         | Наполеон I / Ежен Ленорман |
| 2001 | ф  | Володар перснів: Хранителі Персня               | The Lord of the Rings: The Fellowship of the Ring | Більбо Торбин              |
| 2003 | ф  | Володар перснів: Повернення короля              | The Lord of the Rings: The Return of the King     | Більбо Торбин              |
| 2004 | ф  | Післязавтра                                     | The Day After Tomorrow                            | професор Террі Репсон      |
| 2004 | ф  | Країна садів                                    | Garden State                                      | Гідеон Ларджман            |
| 2004 | ф  | Авіатор                                         | The Aviator                                       | профессор Фітц             |
| 2004 | ф  | Останній дракон                                 | The Last Dragon                                   | оповідач                   |
| 2005 | ф  |                                                 | Strangers with Candy                              | доктор Путні               |
| 2005 | ф  | Хромофобія                                      | Chromophobia                                      | Едвард Ейлсбері            |
| 2005 | ф  | Збройовий барон                                 | Lord of War                                       | Сімеон Вайс                |
| 2006 | мф | Ренесанс                                        | Renaissance                                       | Джонас Мюллер (голос)      |
| 2007 | мф | Рататуй                                         | Ratatouille                                       | Скіннер (голос)            |
| 2012 | ф  | Хоббіт: Несподівана подорож                     | The Hobbit: An Unexpected Journey                 | старий Більбо Торбин       |
| 2014 | ф  | Хоббіт: Битва п'яти воїнств                     | The Hobbit: The Battle of The Five Armies         | старий Більбо Торбин       |

## Визнання
| Премія BAFTA                      |                                                    |                                                 |           |
| 1969                              | Найкраща чоловіча роль другого плану               | Гармата Бофорс                                  | Перемога  |
| 1979                              | Телевізійна премія БАФТА за найкращу чоловічу роль | Втрачені хлопчики                               | Номінація |
| 1982                              | Найкраща чоловіча роль другого плану               | Вогняні колісниці                               | Перемога  |
| 1985                              | Найкраща чоловіча роль другого плану               | Грейстоук: Легенда про Тарзана, повелителя мавп | Номінація |
| 1989                              | Телевізійна премія БАФТА за найкращу чоловічу роль | Гейм, сет і матч                                | Номінація |
| 1996                              | Найкраща чоловіча роль другого плану               | Безумство короля Георга                         | Номінація |
| 34-й Каннський кінофестиваль      |                                                    |                                                 |           |
| 1981                              | Приз за найкращу роль другого плану                | Вогняні колісниці                               | Перемога  |
| Премія «Оскар»                    |                                                    |                                                 |           |
| 1982                              | Найкращий актор в ролі другого плану               | Вогняні колісниці                               | Номінація |
| Кінофестиваль Фанташпорту         |                                                    |                                                 |           |
| 1986                              | Найкращий актор                                    | Казкова дитина                                  | Перемога  |
| Національна рада кінокритиків США |                                                    |                                                 |           |
| 1997                              | Найкращий акторський склад                         | Славне майбутнє                                 | Перемога  |
| 2003                              | Найкращий акторський склад                         | Володар перснів: Повернення короля              | Перемога  |
| Премія «Джині»                    |                                                    |                                                 |           |
| 1997                              | Найкраща гра актора у головній ролі                | Славне майбутнє                                 | Перемога  |
| Асоціація кінокритиків Торонто    |                                                    |                                                 |           |
| 1998                              | Найкращий актор                                    | Славне майбутнє                                 | Перемога  |
| Кінопремія «Вибір критиків»       |                                                    |                                                 |           |
| 2003                              | Найкращий акторський склад                         | Володар перснів: Повернення короля              | Перемога  |